# (13780) 1998 UZ8
(13780) 1998 UZ8 est un astéroïde troyen de Jupiter découvert en 1998.

## Description
(13780) 1998 UZ8 a été découvert le 17 octobre 1998 à la station de Xinglong, dans la province chinoise d'Hebei (Chine), par le Beijing Schmidt CCD Asteroid Program.

### Caractéristiques orbitales
L'orbite de cet astéroïde est caractérisée par un demi-grand axe de 5,18 UA, un périhélie de 4,69 UA, une excentricité de 0,09 et une inclinaison de 8,24° par rapport à l'écliptique. Du fait de ces caractéristiques, à savoir un demi-grand axe compris entre 4,6 et 5,5 UA et un périhélie inférieur à 0,3 UA, il est classé, selon la JPL Small-Body Database, astéroïde troyen de Jupiter du camp troyen. Il est situé au point de Lagrange L4 du système Soleil-Jupiter.

### Caractéristiques physiques
(13780) 1998 UZ8 a une magnitude absolue (H) de 11,9 et un albédo estimé à 0,292.